# Schlacht von Cerignola

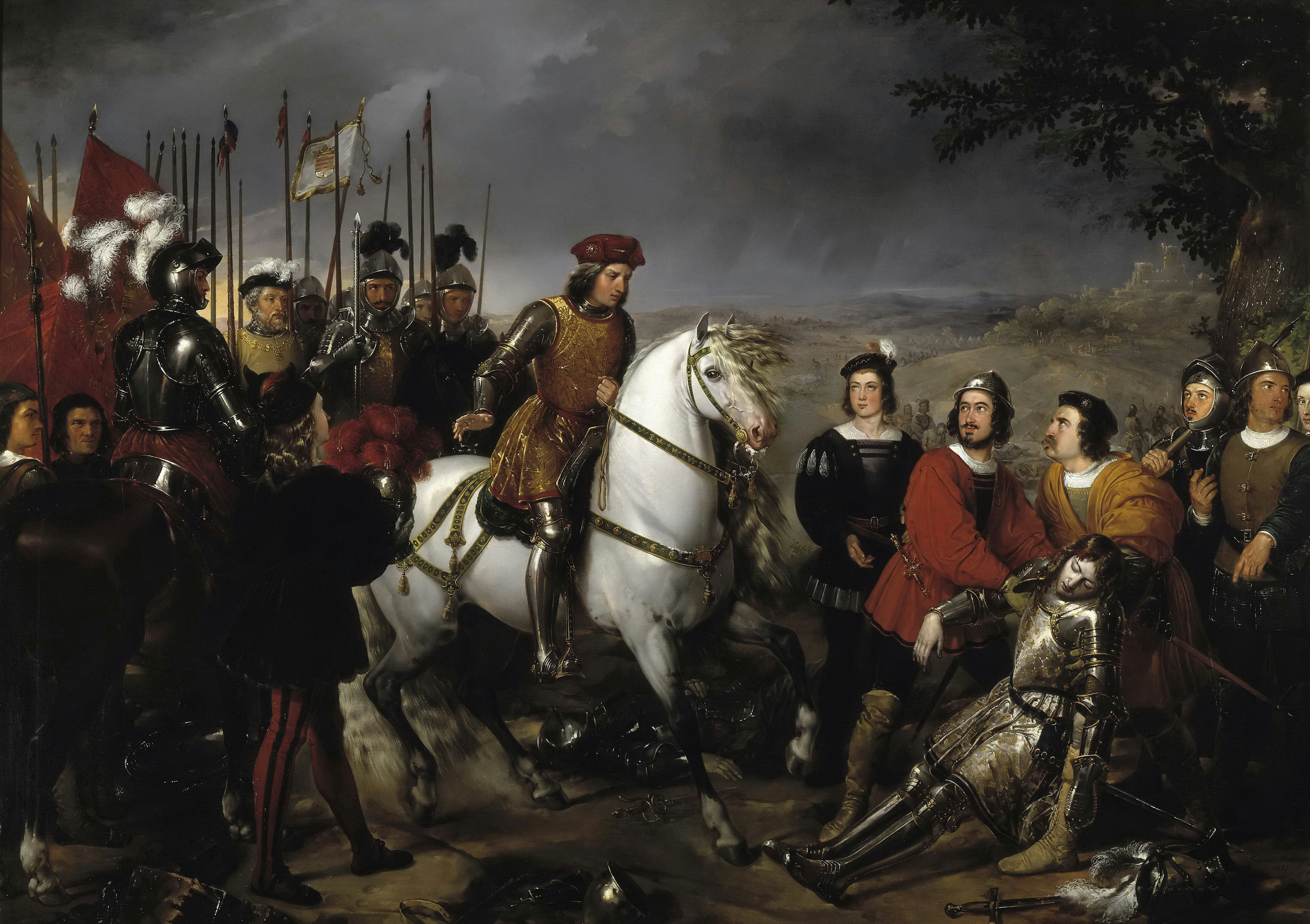
Schlacht um Cerignola (1503)

Die Schlacht von Cerignola war eine militärische Auseinandersetzung zwischen Spanien und Frankreich, die am 28. April 1503 während der Italienischen Kriege stattfand. Die Schlacht fand außerhalb der Stadt Cerignola in Apulien, im Königreich Neapel, statt.

## Verlauf
Die spanischen Truppen unter dem Kommando von Gonzalo Fernández de Córdoba standen den französischen Kräften unter der Führung von Louis d’Armagnac, Herzog von Nemours, gegenüber.
Die Spanier, die etwa 6300 Mann stark waren, setzten innovative Taktiken ein, darunter den Einsatz von Arkebusen und Pikeniere in einer disziplinierten Formation. Diese Strategie erwies sich als äußerst effektiv und führte zu einem entscheidenden Sieg über die zahlenmäßig überlegenen französischen Truppen, die etwa 9000 Mann umfassten. Die spanische leichte Kavallerie schirmte die vordere Kampffront ab, während die spanische schwere Kavallerie unter dem italienischen Condottiere Prospero Colonna in Reserve gehalten wurde. 
Die französischen Angriffe wurden durch das Feuer der spanischen Arkebusiere zerschlagen, was die Bedeutung von Feuerwaffen in der europäischen Kriegsführung unterstrich.
Die Schlacht von Cerignola gilt als eine der ersten europäischen Schlachten, die hauptsächlich durch den Einsatz von Schusswaffen gewonnen wurde. Der Sieg markierte einen Wendepunkt in den Italienischen Kriegen und leitete eine Ära spanischer Dominanz auf den Schlachtfeldern Europas ein, die bis zur Mitte des 17. Jahrhunderts andauerte.